# الروك (مساحة)
الروك(1) كلمة قبطية، من روش (بالقبطية: ⲣⲱϣ)‏
، معناها قياس الأرض بالفدان وتثمينها أي تقدير درجة خصوبتها لتقدير الخراج عليها. ويقابل الروك في وقتنا الحاضر عملية المساحة العامة (المسح العقاري) وعملية تقدير الضرائب. وفي مصطلحات الإدارة المعاصرة يسمى فك الزمام وتعديله.
والمقريزي يذكر عمل الروك في باب «ذكر قبالات أراضي مصر» وفيه يذكر عمل الخراج وكيفية تحصيله، فيذكر التالي: «فإذا مضى من الزمان ثلاثون سنة حوّلوا السنة، وراكوا البلاد كلها، وعدّلوها تعديلاً جديداً، فزيد فيما يحتمل الزيادة من غير ضمان البلاد، ونقص فيما يحتاج إلى التنقيص منها.»، وفي نفس الباب: «فخاطب الأفضل ابن أمير الجيوش: في أن يحل الإقطاعات جميعها ويروكها وعرفه أن المصلحة في ذلك تعود على المقطعين والديوان لأنّ الديوان يتحصل له من هذه الفواضل جملة يحصل بها بلاد مقورة، فأجاب إلى ذلك، وحل جميع الإقطاعيات وراكها.».
وكانت عملية مسح الأراضي تتم في مصر بشكل دوري بسبب فيضان نهر النيل سنويا، ففي جغرافية استرابون يذكر: «أن النيل يغمر الأرض ويزيل الحدود ويغير المظاهر، كما أنه لا يصل إلى الأرض فتبور أو يظل الماء في الأرض المنخفضة فلا تزرع، كما أنه في بعض الحالات يرتفع إلى أن يغمر أرضاً جديدة فتدخل في نطاق الأرض الزراعية.»، ونتيجة لهذا تصبح عملية المسح ضرورية لمعاينة التغيرات الحادثة على الزمامات الزراعية وتسجيلها بالدواوين، وبذا تمثل نتائج الروك وثائق مهمة لمعرفة النواحي العمرانية والوحدات الزمامية وكذا تصنيف الأرض المزروعة طبقا لدرجة خصوبتها ومقدار الخراج والعبرة المقررتين على كل وحدة.
وعمل الروك لم يكن يقتصر على الديار المصرية فحسب، بل تم عمله في الديار الشامية كما ورد في «السلوك لمعرفة دول الملوك»: «وفيه كان روك المملكة الطرابلسية على يد شرف الدين يعقوب ناظر حلب، فاستقر أمرها لاستقبال رمضان سنة عشر وسبعمائة الهلالي، ومن الخراجى لاستقبال مغل سنة سبع عشرة. و تو بهذا الروك إقطاعات ستة أمراء طبلخاناه، وثلاثة إقطاعات أمراء عشروات، وأبطل منها رسوم الأفراح، ورسوم السجون، وغير ذلك من المكوس التي كان مبلغها في كل سنة مائة ألف درهم وعشرة آلاف درهم، وقدم شرف الدين بأوراق الروك إلى القاهرة.»

## أعمال الروك في مصر
1. على يد ابن رفاعة عامل الخراج في خلافة الوليد وأخيه سليمان بن عبد الملك، حوالي سنة 97 هجرية.[11]
2. على يد ابن الحبحاب في خلافة هشام بن عبد الملك، حوالي سنة 110 هجرية.[11]
3. على يد ابن مدبر في خلافة المعتز بالله، حوالي سنة 253 هجرية.[11]
4. الروك الأفضلي على يد الأفضل ابن أمير الجيوش في عهد الآمر بأحكام الله، حوالي سنة 501 هجرية.[12]
5. الروك الصلاحي في عهد الناصر صلاح الدين الأيوبي، حوالي سنة 572 هجرية.[12] ذكره المقريزي في الجزء الأول في باب «ذكر قبالات أرض مصر».
6. الروك الحسامي في عهد المنصور حسام الدين لاجين، حوالي سنة 697 هجرية.
7. الروك الناصري في عهد الناصر محمد بن قلاوون، حوالي سنة 716 هجرية. وبالرغم من أن ابن الجيعان ينسب في مقدمة كتابه «التحفة السنية بأسماء البلاد المصرية» هذا الروك إلى الأشرف شعبان، إلا أن الرأي الغالب أنه الروك الناصري.[12]

## الروك الحسامي
وينسب للملك المنصور حسام الدين لاجين، ويذكر القلقشندي تاريخ عمله في رجب الفرد سنة سبع وتسعين وستمائة. وابن إياس يذكر بدء عمله يوم الإثنين سادس جمادى الأولى في نفس السنة، وكان القائم عليه شخص من المباشرين الأقباط يقال له «التاج الطويل»: 
| الروك (مساحة) | فشرع في كتب قوائم بمساحة البلاد وأسمائها، فأظهر النتيجة في ذلك. وجار على الناس ، وضج منه الأمراء وسائر الجند، وصار لا يراعي في الأنام خليلا. حتى قال فيه بعض الشعراء مداعبة: تبا لكوم الريش من بلدةليس بها رفد لمحتاجوالسبعة الأوجه لاتنسهاولعنة الله على التاج وكانت ضواحي مصر يومئذ مقسمة على أربعة وعشرين قيراطا، منها أربعة قررايط للسلطان، وعشرة قررايط للأمراء والإطلاقات، وعشرة قررايط للجند كلهم، فرسم السلطان للتاج المذكور ، أن يكفي الأمراء والجند بعشرة قررايط، وأن يزاد الذي يشكي من الأجناد قيراطا، وبقي للسلطان ثلاثة عشر قيراطا، فشكوا الجند من ذلك وضجوا. | الروك (مساحة) |

## الروك الناصري
وينسب للملك الناصر محمد بن قلاوون، ويذكر القلقشندي تاريخ عمله في سنة ست عشرة وسبعمائة. ويذكر المقريزي في خططه أن الروك الناصري بدأ سنة خمس عشرة وسبعمائة واستمر خمسة وسبعون يوما: 
| الروك (مساحة) | وفي سنة خمس عشرة وسبعمائة اختار السلطان الملك الناصر محمد بن قلاوون أن يروك الديار المصرية، وأن يبطل منها مكوساً كثيرة، ويفضل لخاص مملكته شيئاً كثيراً من أراضي مصر ،...، وكتب مرسوماً للأمير بحر الدين جيكل بن البابا أن يخرج لناحية الغربية ومعه أعزل الحاجب ومن الكتاب المكين بن فرويته، وأن يخرج الأمير عز الدين إيدمر الخطيريّ إلى ناحية الشرقية، ومعه الأمير ايتمش المجدي، ومن الكتاب أمين الدولة ابن قرموط، وأن يخرج الأمير بلبان الصرخدي والقليجي وابن طرنطاي، وبيبرس الجمدار إلى ناحية المنوفية والبحيرة، وأن يخرج البليلي والمرتيني إلى الوجه القبلي، وندب معهم كتاباً ومستوفين وقياسين، فساروا إلى حيث ذكر، فكان كل منهم إذا نزل بأوّل عمله طلب مشايخ كل بلد ودُلَلائِها وعدولها وقضاتها وسجلاتها التي بأيدي مقطعيها، وفحص عن متحصلها من عين وغلة وأصناف، ومقدار ما تحتوي عليه من الفدن ومزروعها وبورها، وما فيها من ترايب وبواق وغرس ومستبحر، وعبرة الناحية وما عليها لمقطعيها من غلة ودجاج وخراف وبرسيم وكشك وكعك، وغير ذلك من الضيافة فإذا حرّر ذلك كله ابتدأ بقياس تلك الناحية وضبط بالعدول والقياسين وقاضي العمل ما يظهر بالقياس الصحيح، وطلب مكلفات تلك القرية وغنداقها وفضل ما فيها من الخاص السلطاني وبلاد الأمراء وإقطاعات الأجناد والرزق حتى ينتهي إلى آخر عمله ،...، ثم حضروا بعد خمسة وسبعين يوماً وقد تحرّر في الأوراق المحضرة حال جميع ضياع أرض مصر، ومساحتها وعبرة أراضيها وما يتحصل عن كل قرية من عين وغلة وصنف،..، وأبطل السلطان عدة مكوس: منها مكس ساحل الغلة،... | الروك (مساحة) |

.